# Jake Pitts
Jake Pitts, ursprungligen Jacob Mark Pitts, född 21 augusti 1988, är en amerikansk gitarrist, låtskrivare och producent, mest känd som sologitarrist i det amerikanska rockbandet Black Veil Brides.

## Musikkarriär
Jake Pitts fick sin första gitarr när han var 10 år gammal, men han la undan den och spelade inte på den förrän tre år senare. Han plockade upp den igen när han började lyssna på Metallica för att han ville återskapa deras sound. Han lärde sig musikteori av sin mor, som var klassisk pianist och kompositör. Han lärde sig också av gitarristen Eric Cliff från banden Abriel Gatan och Blind Fury. Cliff lärde honom många knep och tekniker såsom hastighet och plockning. Pitts påverkades också musikaliskt av rock och heavy metalartister som Van Halen, Scorpions, All That Remains, Buckethead, Paul Gilbert, Randy Rhoads (Ozzy Osbourne), Tony Iommi (Black Sabbath), Avenged Sevenfold, Mötley Crüe och Metallica. Innan han kom till Black Veil Brides spelade han gitarr i banden The Perfect Victim och 80 Bevis Riot.